# مقاطعة نوشهر
مقاطعة نوشهر (بالفارسية: شهرستان نوشهر) هي منطقة سكنية في إيران وتقع في مازندران يقدر عدد السكان في
مقاطعة نوشهر، بـ 116,334 نسمة ومساحتها 1,716.50 كم2 .